# Rzemieślnik

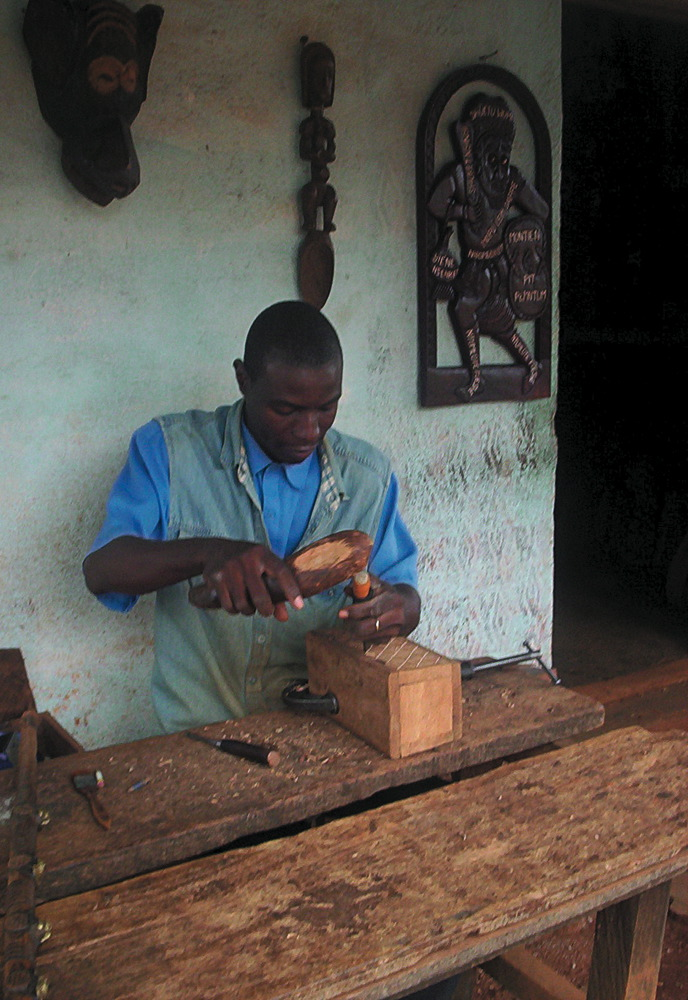
Kameruński rzemieślnik przy pracy

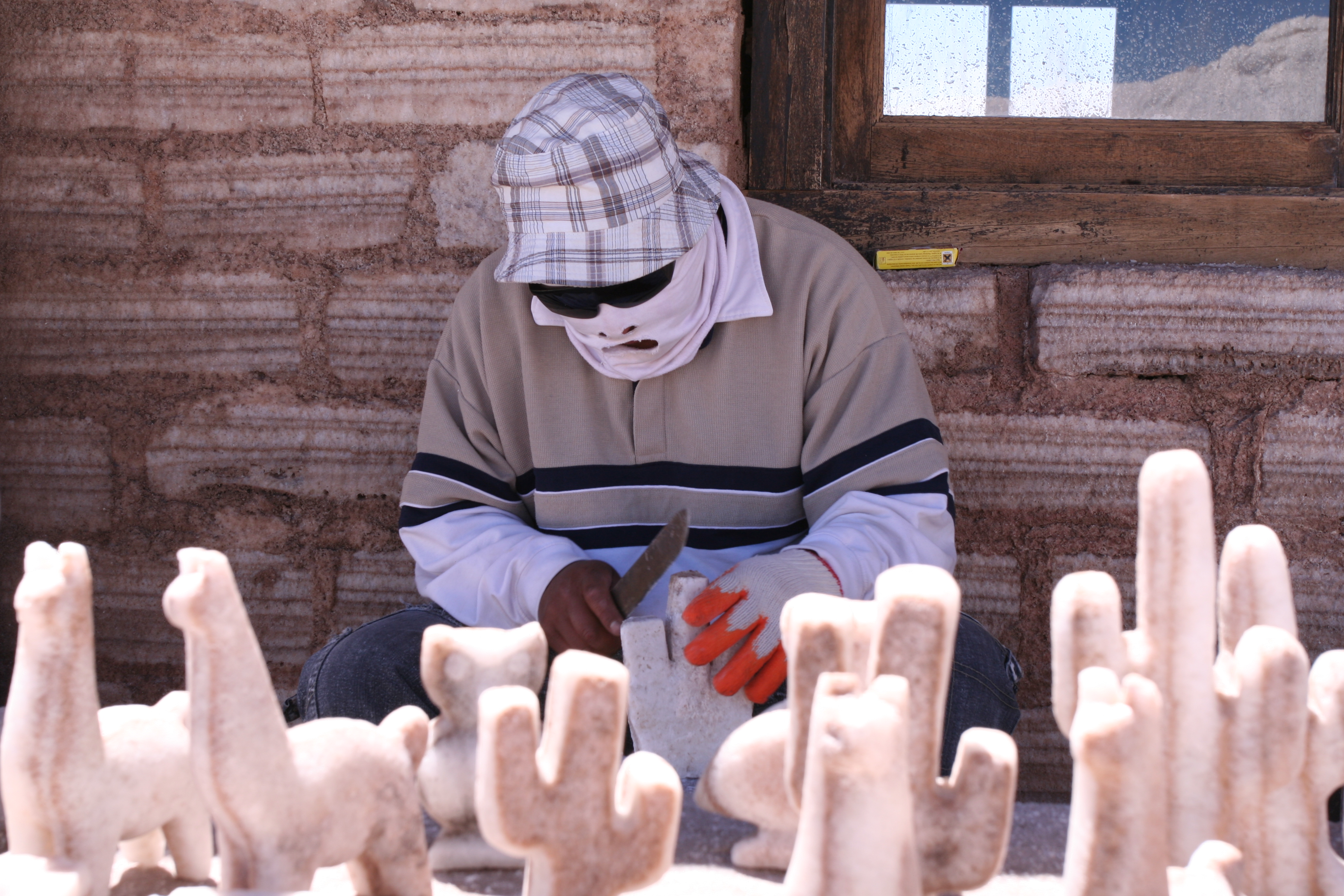
Rzemieślnik

Rzemieślnik – człowiek zajmujący się rzemiosłem.

## W prawie polskim
Prawodawca rzemieślnikiem określa osobę fizyczną, który we własnym imieniu i na własny rachunek, z udziałem pracy własnej, wykonuje działalność gospodarczą, na podstawie dowodu kwalifikacji zawodowych. Jednakże handel, transport, hotelarstwo, wolne zawody, lecznictwo oraz działalność artystów plastyków i fotografików są wykluczone z działalności rzemieślniczej.
Dowodami kwalifikacji zawodowych rzemieślnika są:
- dyplom lub świadectwo ukończenia wyższej lub ponadpodstawowej albo ponadgimnazjalnej szkoły o profilu technicznym bądź artystycznym w zawodzie (kierunku) odpowiadającym dziedzinie wykonywanego rzemiosła,
- dyplom mistrza w zawodzie odpowiadającym danemu rodzajowi rzemiosła,
- świadectwo czeladnicze albo tytuł robotnika wykwalifikowanego w zawodzie odpowiadającym danemu rodzajowi rzemiosła,
- zaświadczenie potwierdzające kwalifikacje zawodowe.

Ustawową organizacją zrzeszającą w swych strukturach rzemieślników i innych małych przedsiębiorców oraz reprezentujących ich interesy jako pracodawców jest Związek Rzemiosła Polskiego.